# Lake McKenzie
Lake McKenzie (Boorangoora in der Sprache des Aboriginesstammes der Butchulla) ist ein flacher Grundwassersee auf K’gari (ehem. Fraser Island) in Queensland, Australien. Er ist Teil des Great Sandy National Park.
Der See liegt rund sechs Kilometer vom Kingfisher Resort entfernt. Er ist 1200 Meter lang und bis zu 930 Meter breit. Die Wasseroberfläche beträgt 150 Hektar.
Mit dem weißen Sand und tiefblauem Wasser gehört der See zu den größten Attraktionen auf der Insel. Für Besucher wurden Picknick- und Campingplätze, aber auch Grill- und Toiletten-Anlagen eingerichtet. Um Verschmutzung des absolut klaren Wassers zu vermeiden, sollten Badende auf Sonnenschutzmittel und Seife verzichten.

## Geschichte
Die Aborigines vom Stamm der Butchulla, die Ureinwohner der Insel, versammelten sich am See, um Entscheidungen zu fällen. Sie nannten ihn  Wasser der Weisheit.
Im März 1944, während des Zweiten Weltkriegs, wurde ein zweites Militärlager auf dem damaligen Fraser Island am Ufer des Sees errichtet, das der Ausbildung von Fallschirmjägern diente. Auf der Insel herrschen ähnliche Verhältnisse wie auf allen pazifischen Inseln, daher bot sie ein Gelände an, auf dem die Soldaten üben konnten, um von Japanern besetzte Inseln zu befreien. Es wurde im selben Jahr wieder geschlossen.